# North American B-25 Mitchell
Норт Амерікен B-25 Мітчелл (англ. North American B-25 Mitchell) — американський двомоторний суцільнометалевий п'ятимісний бомбардувальник середнього радіуса дії.

## Історія створення

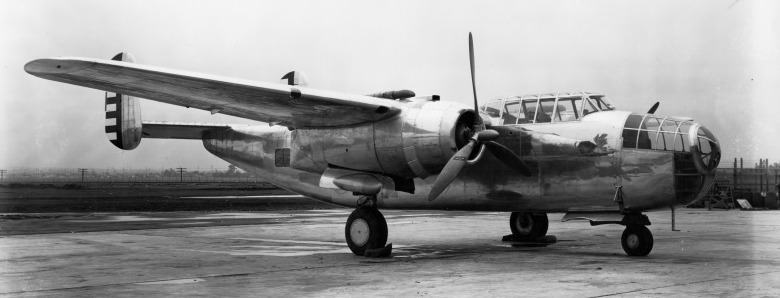
Прототип NA-40

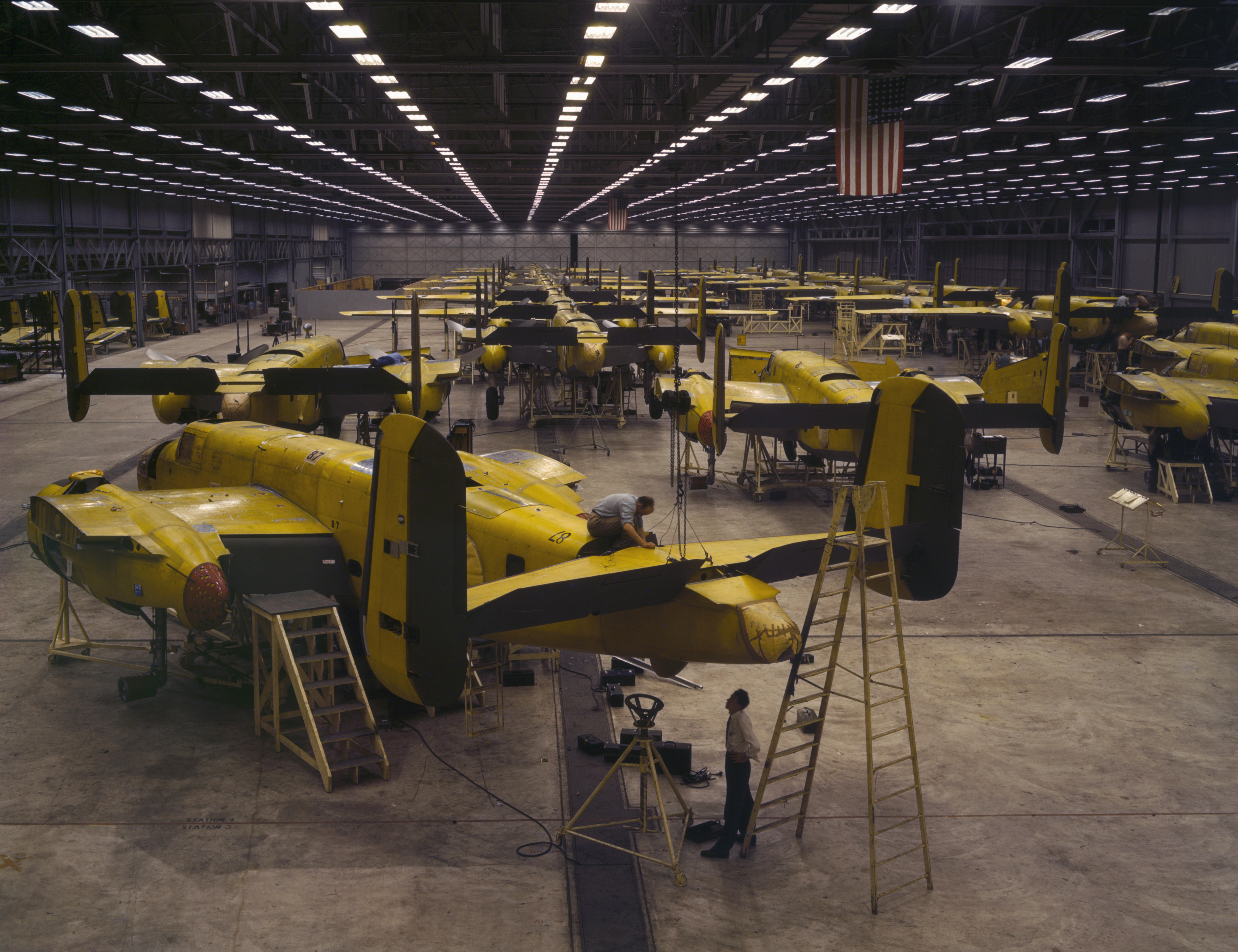
B-25 на складальних лініях в Канзас-Сіті.

У 1938 році було оголошено конкурс на створення літака класу «А» (штурмовик) для ВПС американської армії за специфікацією 98-102. Фірма «North American», що до цього виготовляла лише легкі та навчальні літаки, також взяла участь в конкурсі. Нею було створено двомоторний високоплан NA-40 з двокілевим хвостовим оперенням і передньою стійкою шасі. Перший прототип, оснащений двигунами R-1830-S6C3-G потужністю 1100 к.с., піднявся в повітря 29 січня 1939 року, а через місяць двигуни були замінені на потужніші R-2600-A71-3. Випробування проходили в цілому успішно, але 11 квітня прототип було втрачено в аварії. В конкурсі не було визначено явного переможця, але проєкт компанії Douglas DB-7 згодом був прийнятий на озброєння.
Після цього було оголошено конкурс 39-460 на створення 5-місного середнього бомбардувальника класу «В». Новий літак мав мати бомбардувальне навантаження в 1360 кг, максимальну швидкість в 483 км/год і дальність польоту в 3220 км. Конструктори NA-40 Х. Еванс і Д. Етвуд, доопрацювавши попередню модель, подали військовим новий проект, що отримав фірмову назву NA-62. Літак отримав дещо більші розміри і невеликі зміни в компонованні, зокрема місця для пілотів було розміщено рядом. В конкурсі, окрім проєкту North American, взяла участь компанія  Martin з своїм літаком «модель 179» (майбутній B-26 Marauder). Обидва проєкти були прийняті і на обидва було зроблено замовлення на серійне виробництво — без побудови прототипу. NA-62 отримав військове позначення В-25 і було замовлено 184 літаки в першій партії.
Серійне виробництво розпочалось майже відразу й вже 19 серпня 1940 року пілот В. Бриз і бортінженер Р. Феррен підняли в повітря першу серійну модель. 1 жовтня 1941 року літак отримав нову назву «Мітчелл» — на честь відомого американського аса 1930-х років генерала Вільяма «Біллі» Мітчелла, а загалом до кінця 1941 року військовим було передано 171 літак.
Всього випущено 9889 літаків, включно з 920 машинами, переданими по ленд-лізу Великій Британії, хоча не всі з них дісталися місця призначення.

## Варіанти

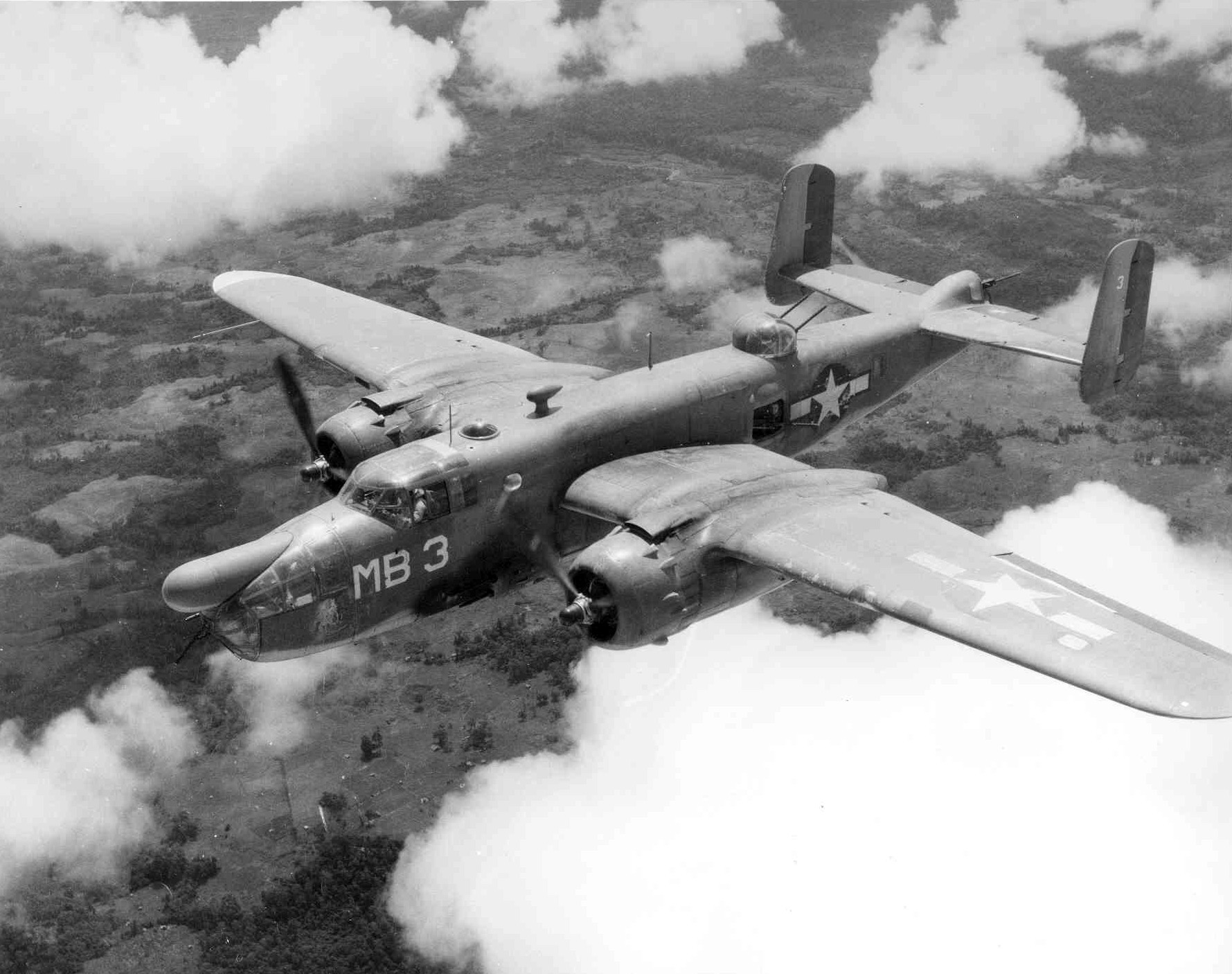
PBJ-1D морської авіації з встановленим детектором магнітних аномалій в носі.

- В-25 — оснащувались двигунами Wright R-2600-9 потужністю 1700 к.с. Маса бомбового навантаження становила 1361 кг і мали порівняно незначне захисне озброєння: один носовий 7,62-мм кулемет, два аналогічних у бортах фюзеляжу за крилом і один 12,7-мм кулемет в хвості. Літак розвивав швидкість до 518 км/год на висоті 3500 м при дальності польоту 3200 км. (перші 24 літаки)
- В-25А — введено бронювання місць екіпажу та протектованими паливними баками. Це призвело до збільшення ваги літака та зменшення запасу палива. Як наслідок, знизилась швидкість і скоротилась дальність польоту. (40 літаків)
- В-25В — бортові кулемети і задня турель були замінені двома баштами (зверху і знизу фюзеляжу) «Бендикс» з електроприводом, з двома 12,7-мм кулеметами в кожній. Виготовлявся з серпня 1941 року до січня 1942, було виготовлено 120 літаків, 23 з яких було передано Британії, де вони отримали позначення Mitchell Mk.I
- В-25С — оснащувались двигунами Wright R-2600-13, 24-вольтовим обладнанням і системою запобігання обмерзанню. Дещо була збільшена місткість паливних баків, і зросла маса бомбового навантаження — 2360 кг, також додались зовнішні вузли підвіски бомб (під крилом) і торпеди (під фюзеляжем). З п'ятої серії В-25C-5 отримала два 12,7-мм кулемети в передній кабіні — один для штурмана, другий, нерухомий, — для льотчика. На В-25C-15 встановили полум'ягасителі для кожного циліндра (замість колектора з єдиною вихлопною трубою на попередніх машинах), a В-25C-20 оснащувались протектованим баком у бомбовому відділенні. Літак виготовлявся з грудня 1941 року по травень 1943. Загалом було виготовлено 1619 літаків, з яких 167 було передано Великій Британії (Mitchell Mk.II), ще 50 — ВМС США, в яких вони отримали позначення PBJ-1C.
  - XB-25E — В-25С вибраний для випробування систем запобігання обмерзанню з використанням вихлопних баків. (1 літак)
  - XB-25F — В-25С вибраний для випробування систем запобігання обмерзанню з електричних нагрівальних елементів. (1 літак)
- В-25D — аналог В-25С що виготовлявся на заводі в Канзас-Сіті. З лютого 1942 року до березня 1944 було виготовлено 2290 літаків, з яких 371 було передано Британії (теж Mitchell Mk.II) і 152 — ВМС (PBJ-1D).
  - F-10 — В-25D перероблені в фоторозвідники. (45 літаків)
- B-25G — штурмова модифікація з 75-мм гармату в носовій частині фюзеляжу з боєкомплектом з 21 снаряд, вагою 6,8 кг. і двома 12,7-мм кулеметами. Маса бомбового навантаження — 1360 кг, в ході виробництва також було прибрано нижню турельну башту. Всього було збудовано близько 400 машин цієї версії. Один літак було передано морській авіації, де він позначався PBJ-1G
- B-25H — штурмова модифікація з легшим варіантом 75-мм гармати, в носовій частині було вмонтовано чотири 12,7 мм кулемети. Ще дві гармати було встановлено у виступах по обидва боки фюзеляжу, дещо нижче кабіни пілота. Турель, оснащену двома кулеметами, було пересунуто ближче до кабіни, ще по два кулемети розташувались по бортах машини. Зпарений кулемет монтувався в хвостовій частині. На довершення до цього B-25H був здатен нести бомбове навантаження у 1361 кг бомб і торпед. Виготовлено 1000 літаків, 248 з яких було передано морській авіації (PBJ-1H)
- B-25J — остання серійна бомбардувальна модифікація, захисне озброєння складалося з 12—13 12,7-мм кулеметів Browning M2: хвостова башта зі спареним кулеметом, два бокових блістери з одиничними кулеметами, зміщена вперед верхня башта зі спареним кулеметом, чотири нерухомих з бортів і один-два — у передній кабіні. Частина літаків випускалась з незаскленою носовою частиною в якій встановлювалось ще чотири кулемети. Маса бомбового навантаження — 1816 кг, деякі літаки могли використовувати некеровані ракети (8 × 127 мм ракети). З грудня 1943 року по серпень 1945 було випущено 4390 B-25J, 316 з яких було передано в морську авіацію (PBJ-1J), ще 316 передавались Британії (Mitchell Mk.III), але через закінчення війни частина залишилась в США. 15 жовтня 1945 року до ВПС США було передано останній літак B-25J.
- AT-24 (з 1948 року — TB-25) — навчальний варіант. 60 літаків було переобладнано в 1943-44 роках, після війни ще декілька сотень.

## Бойове використання

### Тихоокеанський театр воєнних дій

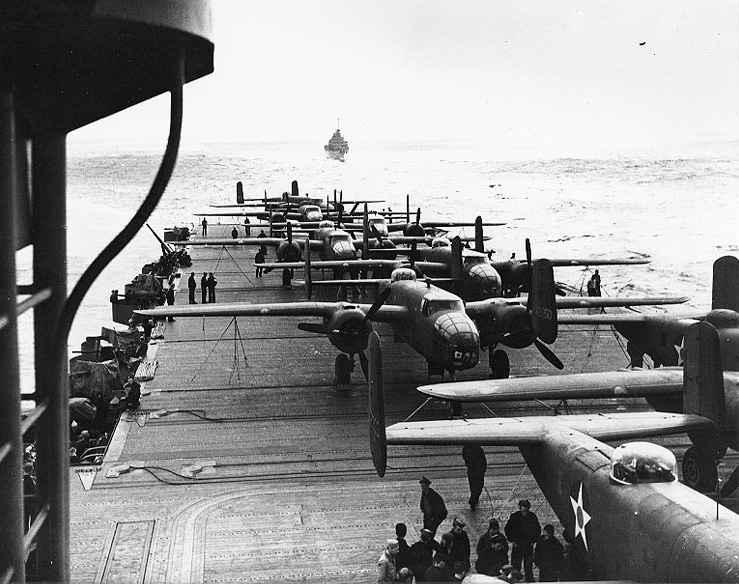
B-25 на борту «Хорнета» підготовлені до першого нальоту на Японію.

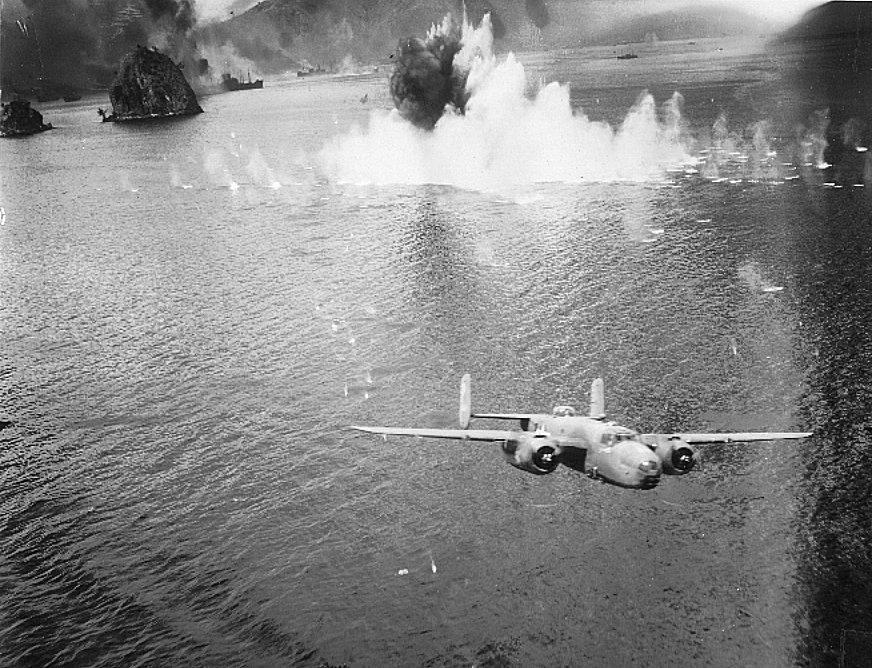
B-25 в бою біля Нової Гвінеї

В лютому 1941 року перші B-25 надійшли в 17-у бомбардувальну групу, і після вступу США в війну групу було перекинуто на західне узбережжя для патрулювання. До лютого 1942 року до неї приєднались ще дві 13-а і 21-а. Але справді відомим B-25 став через рейд Дуліттла: 18 квітня 1942 року 16 B-25B злетівши з палуби авіаносця «Хорнет» змогли успішно здійснити рейд на Токіо, Йокогаму, Кобе і Нагою. Це був перший бомбардувальний наліт на японські острови, який хоча і не завдав помітної шкоди, але мав велике пропагандистське значення.
В лютому 1942 року в Австралію було перекинуто 90-у бомбардувальну ескадрилью з B-25, і вже 12 квітня 10 її літаків завдали удару по цілях на Філіппінах, використавши аеродром підскоку на Мінданао, який ще був під контролем американців. Після повної втрати архіпелагу B-25 почали бомбардування цілей на Новій Гвінеї і Новій Британії. До осені 1942 року з Австралії вже діяло дві повні групи B-25 — 22-а і 38-а. В червні наступного року на Нову Гвінею було перекинуто 345-у бомбардувальну групу, літаки якої 5 вересня 1943 року підримували першу повітряно-десантну операцію США — висадку на аеропорт Надзаба. В подальшому B-25 використовувались для бомбардувань Рабаула, Кавіенга і інших цілей. B-25 також використовувались і для штурмових задач, зокрема оснащені великокаліберними гарматами модифікації B-25G/H успішно використовувались проти малих японських кораблів. На початку квітня 1944 року B-25 разом з іншими бомбардувальниками взяли участь в масованих бомбардуваннях японських аеродромів на Новій Гвінеї, фактично знищивши японську авіацію на острові. З осені почались нальоти на Філіппіни і острови малайського архіпелагу, також перешкоджали японському морському сполученню з Борнео, що сильно вдарило по постачаннях нафти Японії. В квітні-червні В-25 почали бомбардування Індокитаю і Формози, а з 29 липня 1945 — острова Кюсю.
B-25 використовувались і в Індії, зокрема в січні 1943 року для ударів по комунікаціях в Бірмі в Індію була перекинута 341-а бомбардувальна група. Пізніше вона була перебазована в Китай, звідки завдавала ударів по позиціях японців біля Гонконгу і в Індокитаї. В лютому 1944 року в Індію була перекинута ще 12-а група, також В-25 надійшли і в змішану американо-китайську 1-у бомбардувальну групу. Всі вони здійснювали бомбардувальні місій на Китаєм до закінчення війни.
Для перешкоджання японському десанту на алеутських островах туди в грудні 1942 року було перекинуто 77-у ескадрилію B-25, а весною 1942 — ще дві. В центральній частині океану B-25 здебільшого використовувались для підтримки десантних операцій, окрім ескадрилей ВПС там також воювали і BPJ-1 ескадрилей морської піхоти.

### Середземноморський театр воєнних дій

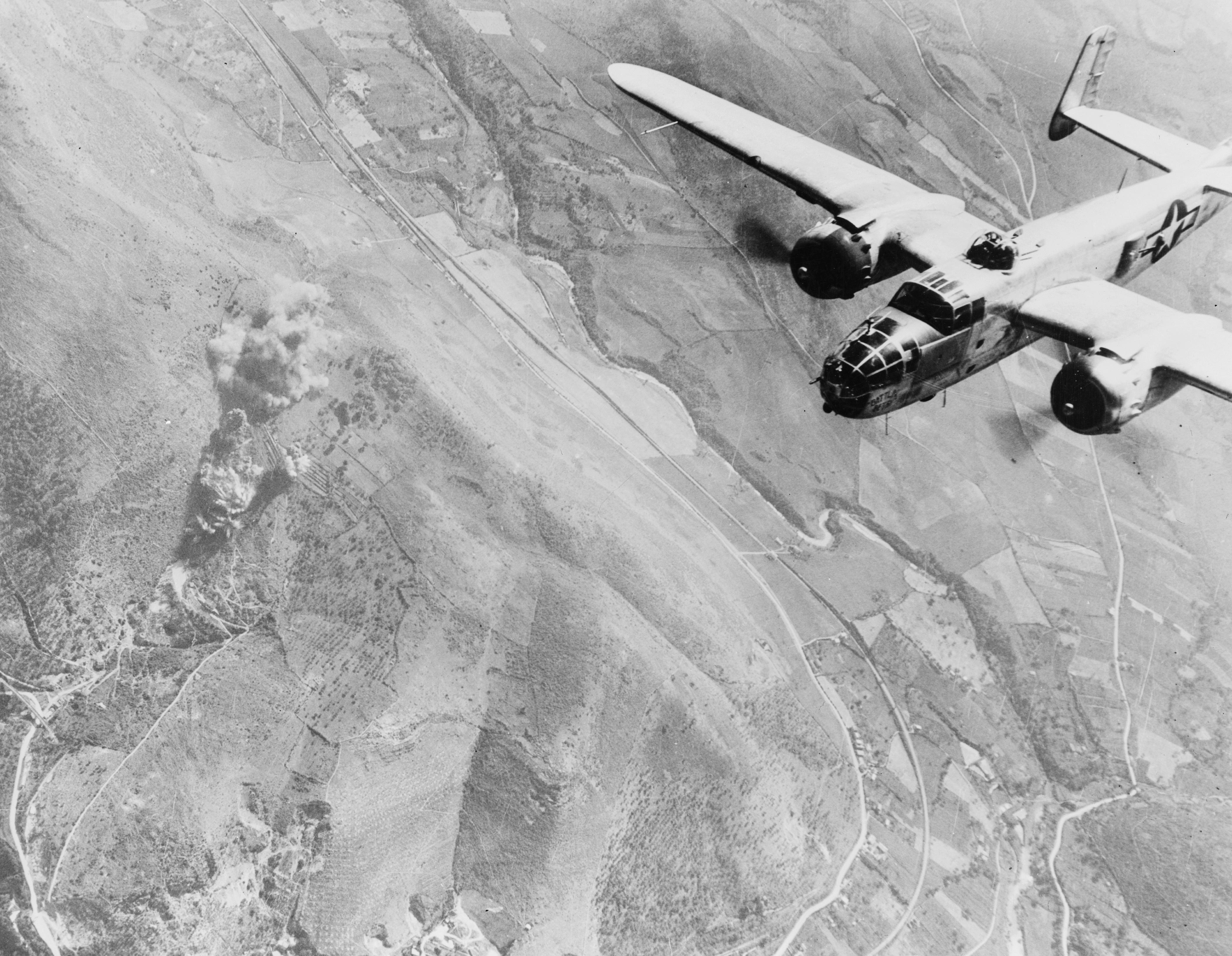
B-25 завдає удару по німецьких складах біля Тіволі

З серпня 1942 року в Єгипті почала діяти 12-а бомбардувальна група озброєна B-25, яка почала свій бойовий шлях з битви під Ель-Аламейном. Зимою 1942-43 року було здійснено декілька нальотів на Крит, але основними цілями стали аеродроми в Північній Африці і Сицилії. В грудні 1942 року в Алжир також було перекинуто 310-у групу, а весною 1943 ще дві. 7 травня 1943 року відбувся масований наліт на острів Пантеллерія в якому взяли участь 120 B-25, наступного дня було розбомблено склади і порт в Палермо. Наступні два місяця всі групи B-25 діяли проти аеродромів і портів на Сицилії, готуючись до десанту. Після захоплення острова три групи було перебазовано на нього і вони почали діяти над Сардинією і Італією, тільки 310-а залишалась в Алжирі.
В жовтні 1943 року B-25 з Сицилії були перекинуті в Італію, звідки змогли діяти над Балканами, 310-а група перелетіла на Корсику звідки діяла проти комунікацій в північній Італії і південній Франції. B-25 активно застосовувались під час десанту в Анціо і битві біля Монте-Кассіно, в першій битві успішно використовувались «гарматні» модифікації B-25G/H. З березня 1944 року основною задачею B-25 стали удари по мостах і дорогах в північній Італії для виснаження німецьких військ, що дозволило захопити Рим. З квітня 1944 року всі B-25 почали базуватись на Корсиці, звідки змогли підтримувати десант в північній Франції. Пізніше їх було перекинуто в Італію звідки вони діяли над Альпами і північною Німеччиною.
Після війни B-25 все ще використовувався доволі довго, він був доволі простим та надійним і навчальні варіанти TB-25 стояли на озброєнні аж до другої половини 50-тих років.

### Військово-повітряні сили СРСР
За програмою ленд-лізу СРСР отримав 862 B-25 з 1942 року, і вже літом 1942 року почалось оснащення 37-го БАП, а згодом ще два і в липні 1942 року три полки було об'єднано в 222-у бомбардувальну дивізію, яка вперше вступила в бій 8 серпня. Перші денні вильоти супроводжувались порівняно високими втратами і командування вирішило передати керівництво над дивізією авіації далекої дії, що і було офіційно затверджено 22 вересня. До літа 1943 року з B-25 змогли сформувати цілий 4-ий бомбардувальний корпус, при цьому в нього входили як і новостворені полки, так і полки переоснащені з радянських літаків.
Основною задачею для радянських B-25 в кінці 1942 року були удари по залізничних вузлах на окупованій території, а з літа 1943 року основна увага приділялась аеродромам і позиціям німецьких військ для забезпечення майбутніх наступальних операцій. З 1944 року B-25 почали виконувати дальні бомбардувальні місії проти Варшави, Бреслау і Кенігсберга, але і продовжували діяти в близькому тилу противника. B-25 був значно меневренішим і краще озброєним ніж радянські Іл-4 чи Лі-2, тому часто використовувався для створення умов для інших бомбардувальників — для пошуку і підсвічування цілі, знищення ППО і блокуванню аеродромів. Після війни B-25 стояв на озброєнні в бомбардувальних полках аж до 1954 року.

### Повітряні сили країнБританської співдружності

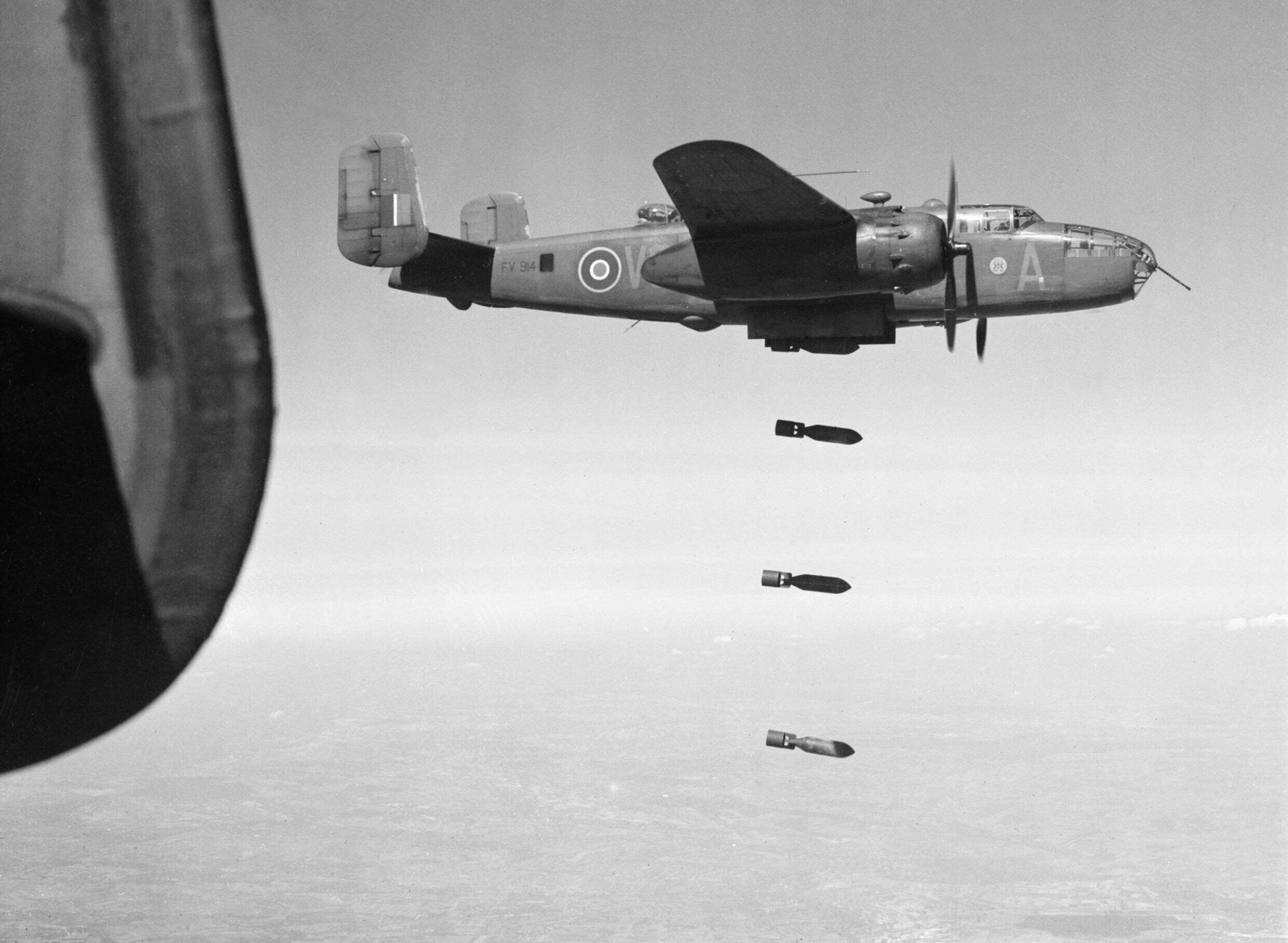
Британський Mitchell скидає бомби на місце запуску ракет Фау-1

Перші 23 Mitchell Mk.I в ВПС Британії використовувались тільки для навчальних цілей, а на озброєння бомбардувальних частин було прийнято наступну модифікацію Mk.II. Перший бойовий виліт британських літаків відбувся 22 січня 1943 року, коли 6 «Мітчелів» бомбили нафтові сховища в Генті, в результаті якого було втрачено три літаки. Переглянувши тактику «Мітчели» почали використовуватись в зімкненому строю для ефективного використання захисного озброєння, і наступні операції проведені в кінці 1943 року були значно успішнішими.
З вересня 1943 року «Мітчелами» оснастили також дві союзні ескадрильї в складі Королівських ВПС — польську 305-у і нідерландську 320-у. Після захоплення плацдарму в Франції всі чотири наявні ескадрильї перебазувались в Францію і Бельгію, дещо пізніше «Мітчелами» було оснащено ще дві ескадрильї.
В ВПС Австралії отримали 50 B-25 навесні 1944 року — 30 B-25D і 20 B-25J, якими було оснащено 2-у ескадрилью що діяла над Нідерландською Ост-Індією. B-25 показали себе з кращої сторони для ударів по японських кораблях, але вже в листопаді 1945 року їх було знято з озброєння.
Канада отримала 62 Мітчела з британського замовлення, а в 1951 році закупила ще 75 B-25J, які використовувались до 1960 року.

### Інші країни

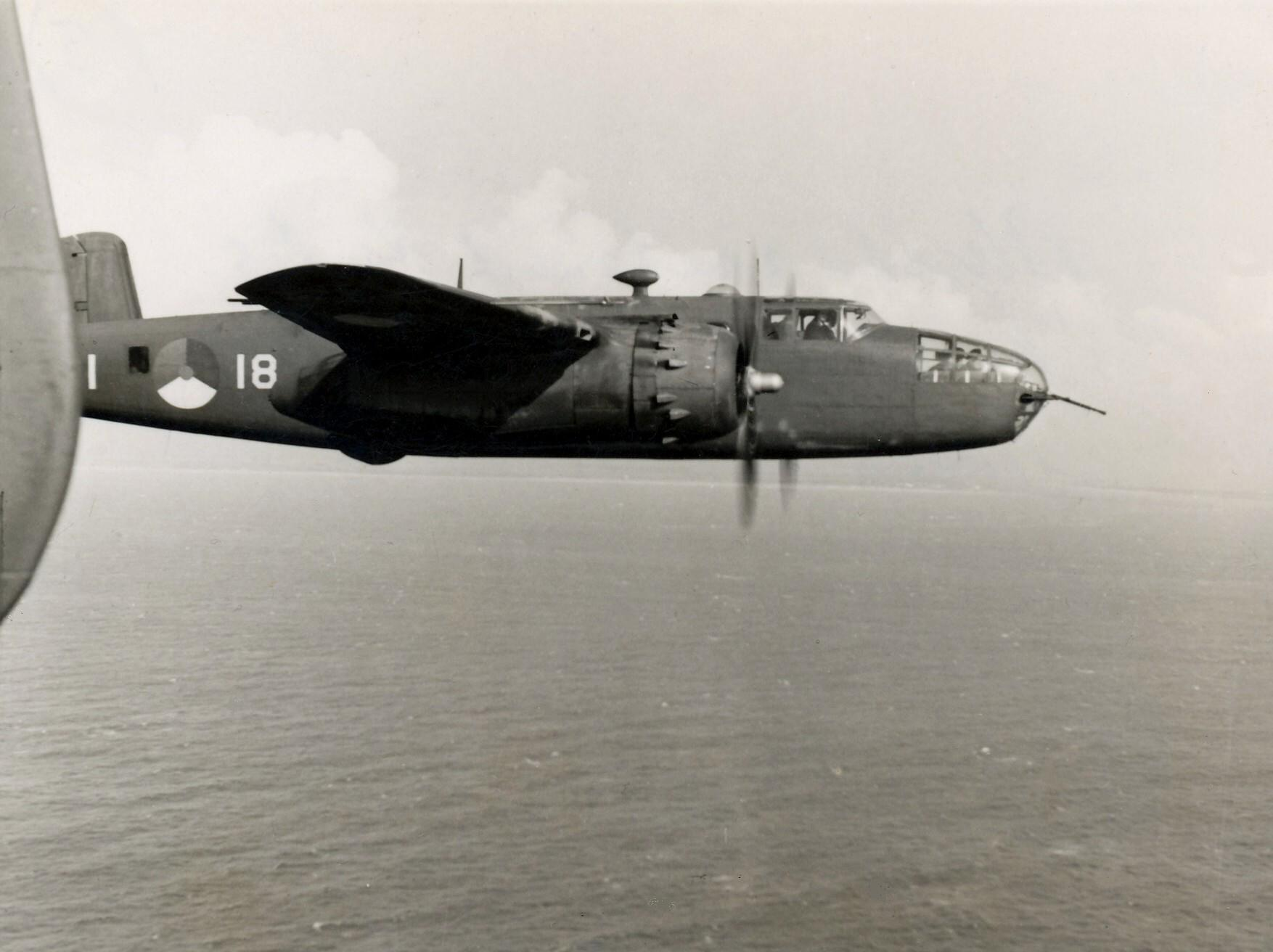
B-25 ВПС Нідерландської Ост-Індії в 1948 році.

В червні 1941 року 162 B-25 було замовлено Нідерландами для ВПС Нідерландської Ост-Індії, але більшість літаків опинилась в Австралії, через швидку окупацію островів. В Австралії ними було оснащено 18-у нідерландську ескадрилью, яка в 1946 році перейшла під керівництво Нідерландів і базувалась в Ост-Індії аж до 1950 року.
За час війни Китай отримав більше 100 B-25C/D, 131 B-25J і 30 B-25H. Більшість літаків використовувались в змішаній американо-китайській 1-й бойовій групі.

## Цікаві факти
- 28 липня 1945 року в густому тумані літак В-25 під керуванням підполковника Вільяма Сміта врізався у 79-й поверх найвищого на той час хмарочосу Нью-Йорка — «Емпайр-Стейт-Білдінг». Внаслідок зіткнення, загинув увесь екіпаж літака (6 осіб) та 13 мешканців хмарочосу. Сама будівля при цьому вистояла.

## Тактико-технічні характеристики

Дані з Ударная авиация Второй Мировой — штурмовики, бомбардировщики, торпедоносцы
|                       |                       | B-25A          | B-26B          | B-26C          | B-26G          | B-26H          | B-26J          |
| --------------------- | --------------------- | -------------- | -------------- | -------------- | -------------- | -------------- | -------------- |
| Довжина               | Довжина               | 16,49 м        | 16,13 м        | 16,13 м        | 15,54 м        | 15,54 м        | 16,3 м         |
| Висота                | Висота                | 4,8 м          | 4,8 м          | 4,83 м         | 4,8 м          | 4,8 м          | 4,88 м         |
| Розмах крил           | Розмах крил           | 26,1 м         | 26,1 м         | 26,1 м         | 26,1 м         | 26,1 м         | 26,1 м         |
| Площа крил            | Площа крил            | 56,67 м²       | 56,67 м²       | 56,67 м²       | 56,67 м²       | 56,67 м²       | 56,67 м²       |
| Маса                  | пустого               | 8104 кг        | 9070 кг        | 9206 кг        | 9060 кг        | 9060 кг        | 8840 кг        |
| Маса                  | спорядженого          | 12 290 кг      | 12 907 кг      |                |                |                |                |
| Маса                  | максимальна злітна    |                |                | 15 420 кг      | 15 870 кг      | 15 190 кг      | 15 150 кг      |
| Двигуни               | Двигуни               | 2 × R-2600-9   | 2 × R-2600-9   | 2 × R-2600-13  | 2 × R-2600-13  | 2 × R-2600-13  | 2 × R-2600-29  |
| Потужність            | Потужність            | 2 × 1700 к. с. | 2 × 1700 к. с. | 2 × 1700 к. с. | 2 × 1700 к. с. | 2 × 1700 к. с. | 2 × 1700 к. с. |
| Максимальна швидкість | Максимальна швидкість | 509 км/год     | 485 км/год     | 459 км/год     | 454 км/год     | 441 км/год     | 444 км/год     |
| Дальність польоту     | Дальність польоту     | 2180 км        | 2100 км        | 2420 км        | 2510 км        | 2175 км        | 2175 км        |
| Бойова стеля          | Бойова стеля          | 8230 м         | 7160 м         | 7460 м         | 7410 м         | 7560 м         | 7470 м         |

## Виноски
1. ↑  2 пілоти, штурман, борт-інженер, стрілець-радист, стрілець